# CAT-4
CAT-4, acrônimo de Capsule Ariane Technologique 4, foi um satélite artificial da ESA lançado em 20 de dezembro de 1981 com o quarto foguete Ariane 1 a partir do Centro Espacial de Kourou.

## Características
O CAT-4 foi uma cápsula de tecnologia posta em órbita, juntamente com o satélite MARECS 1, durante o lançamento do quarto foguete Ariane 1. Ele foi colocado em uma órbita inicial de 199 km de perigeu, 36.051 km de apogeu, uma inclinação orbital de 10,6 graus e um período de 636 minutos. A cápsula funcionava com baterias e foi planejada para durar 6 órbitas (cerca de 65 horas). Sua função era recolher informações sobre o foguete durante o lançamento e colocação em órbita e retransmitir para a terra para obter dados com os quais validar o foguete. Ele emitia em uma frequência entre 136 e 138 MHz.